# Anopheles watsonii
Anopheles watsonii är en tvåvingeart som först beskrevs av George Frederick Leicester 1908.  Anopheles watsonii ingår i släktet Anopheles och familjen stickmyggor. Inga underarter finns listade i Catalogue of Life.